# Don Bosco (quartiere)

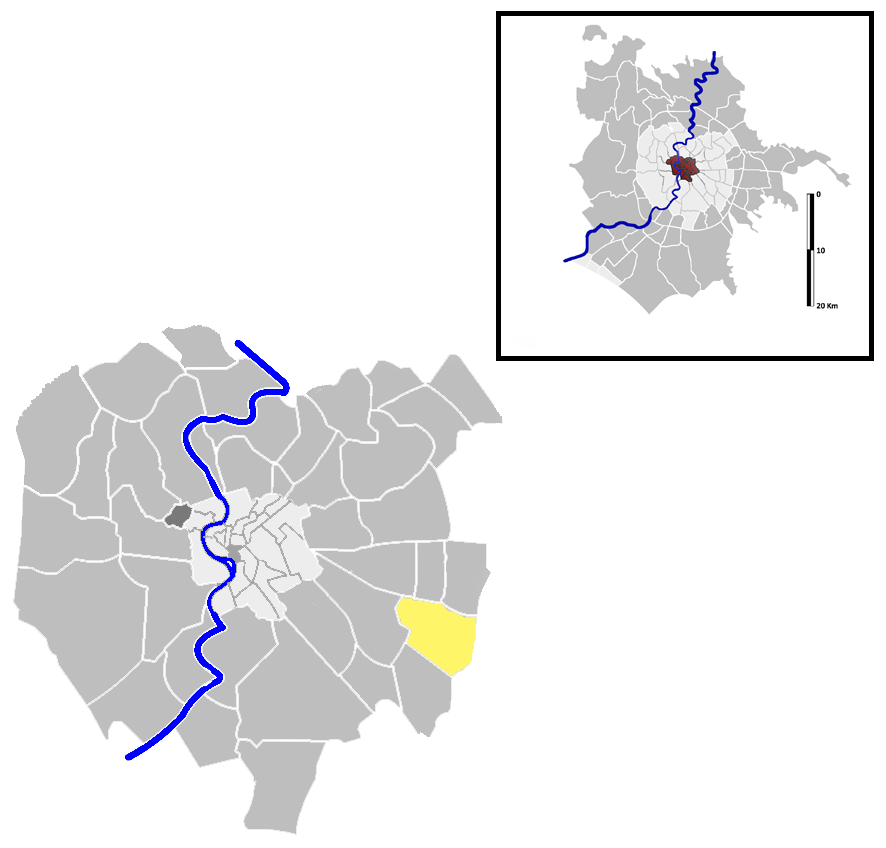
Quartiere Don Bosco

Don Bosco é o vigésimo-quarto quartiere de Roma e normalmente indicado como Q. XXIV. Este mesmo topônimo indica a zona urbana 10A do Municipio VII da região metropolitana de Roma Capitale. Seu nome é uma homenagem a São João Bosco.

## Geografia
O quartiere Don Bosco está localizado na zona leste da cidade, entre a Via Casilina ao norte e a Via Tuscolana ao sul e dividido em dois setores pela Viale Togliatti. Suas fronteiras são:
- ao norte estão os quartieres Q. VII Prenestino-Labicano, separado pela Via Casilina, da Via di Centocelle até a Viale della Primavera, Q. XIX Prenestino-Centocelle, separado pela Via Casilina, da Viale della Primavera até a Viale Palmiro Togliatti e Q. XXII Alessandrino, separado pela Via Casilina, da viale Palmiro Togliatti até a Via di Tor Tre Teste.
- a leste está a Z. XV Torre Maura, separada pela Via di Torre Spaccata inteira, da Via Casilina até a Via Tuscolana.
- a sudoeste está o quartiere Q. XXV Appio Claudio, separado pela Via Tuscolana, da Via di Torre Spaccata até a Via dell'Aeroporto.
- a oeste está o quartiere Q. VIII Tuscolano, separado pela Via dell'Aeroporto inteira, da Via Tuscolana até a Via di Centocelle e por esta última dali até a Via Casilina.

## História
Inicialmente, a área do quartiere Don Bosco estava compreendida no interior da zona conhecida como Quadraro (6C), um topônimo que permaneceu em uso para grande parte da zona sudeste do que é oficialmete o quartiere Tuscolano. Por este nome era chamado, até o final da década de 1930, toda a região a sudeste de Roma, da Porta Furba até a Cinecittà. Depois da construção deste último, a região passou a ser chamada com mais frequência de "Cinecittà", o que também ocorreu para o bairro que surgiu à volta dos estúdios. Atualmente, o topônimo "Quadraro" indica a área que representa o assentamento urbano mais antigo da zona. Na divisão administrativa de Roma da década de 1920, a região que tornar-se-ia o quartiere Don Bosco era oficialmente conhecida como subúrbio S. V Tuscolano, apesar de, popularmente, ser conhecido como uma parte da região de Quadraro.
O nascimento do quartiere se deu por dois fatores: a fundação e o desenvolvimento dos estúdios da Cinecittà em 1936, ainda hoje os maiores e mais modernos da Europa, e depois a construção e o desenvolvimento do complexo salesiano e da basílica de San Giovanni Bosco, inaugurada em 1959.
A principal praça do quartiere, a Piazza di San Giovanni Bosco, foi projetada por Gaetano Rapisardi, que recuperou alguns elementos do plano diretor (em italiano:  Piano Regolatore) de 1931, segundo o qual esta área já seria destinada a urbanização mais intensa. Por este motivo, os edifícios no entorno da praça são vagamente caracterizados por uma arquitetura típica das duas décadas do fascismo, um estilo arquitetônico conhecido na Europa como "Novecento". A praça é dominada pela basílica, que também é obra de Rapisardi, caracterizada por seu tamanho monumental e por sua grande cúpula com esculturas de anjos carregando a cruz de Cristo.
A criação oficial do quartiere ocorreu em 1961, quando o subúrbio S. V Tuscolano foi extinto dando origem ao quartiere Q. XXIV Don Bosco e Q. XXV Appio Claudio. Ainda hoje é possível encontrar placas com a numeração "S. V" na região.

## Vias e monumentos
- Piazza di San Giovanni Bosco
- Via Casilina
- Via Tuscolana

### Antiguidades romanas
- Parco archeologico di Centocelle

## Edifícios

### Palácios evillas
- Casale del Quadraro
- Villa di via Togliatti[1]

### Outros edifícios
- Antiga sede do Istituto Nazionale Luce[2]
- Cinecittà
- Forte Casilina

### Igrejas
- San Giovanni Bosco
- Santa Maria Regina Mundi
- San Bonaventura da Bagnoregio
- San Gabriele dell'Addolorata
- San Stanislao
- Santa Maria Domenica Mazzarello